# Jan Kopciowski

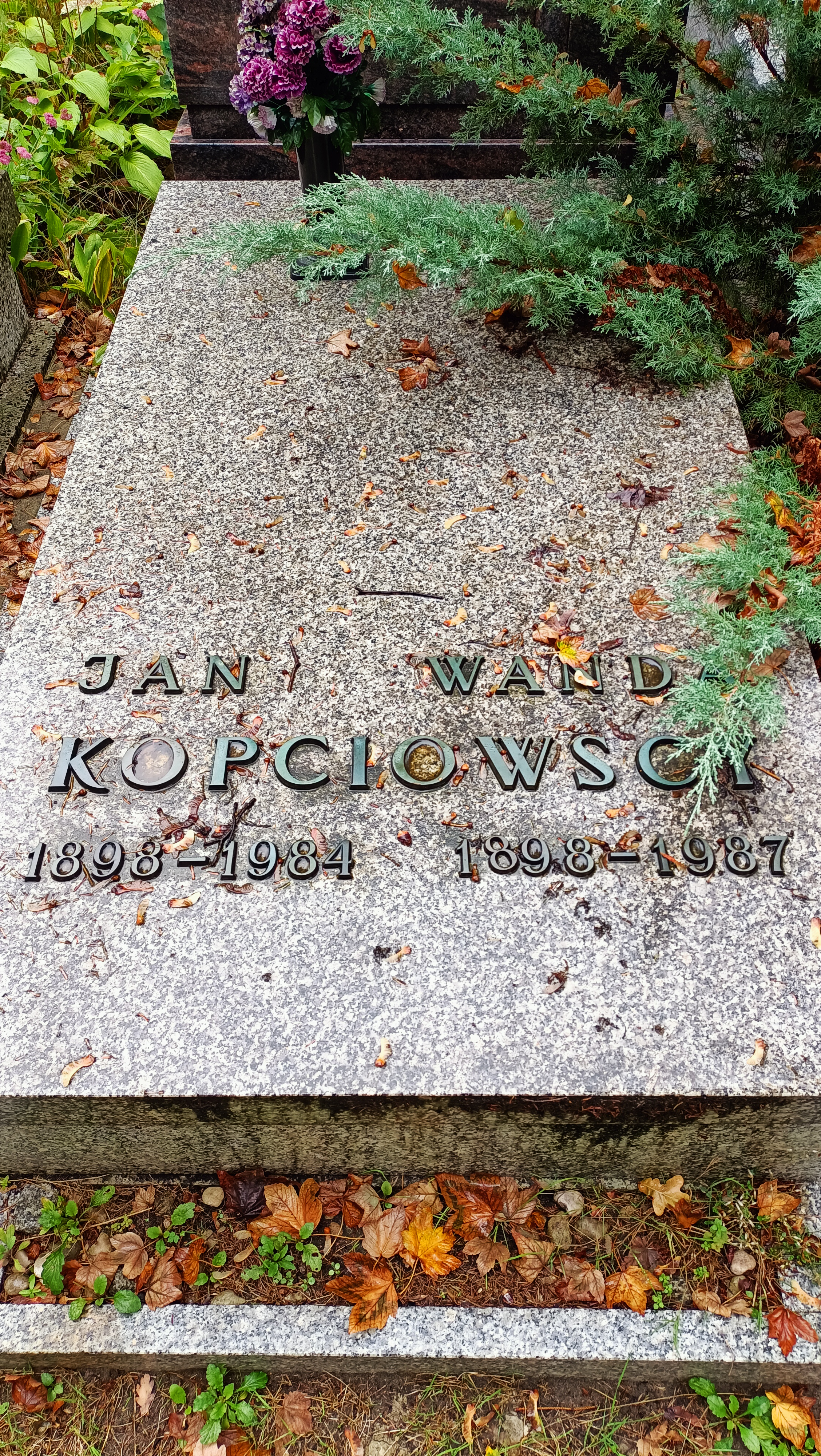
Grób Jana Kopciowskiego na cmentarzu Wojskowym na Powązkach

Jan Kopciowski (ur. 10 sierpnia 1898 w Łodzi, zm. 29 lutego 1984) – polski inżynier budownictwa.

## Życiorys
Ukończył naukę w drugiej Szkole Handlowej w Łodzi, był absolwentem Politechniki Czeskiej w Pradze i Politechniki w Wiedniu. W latach 1925–1930 pracował jako kierownik budów w Łodzi, następnie w latach 1930–1952 jako kierownik Działu Projektowania Przedsiębiorstwa Budowlanych i Robót Publicznych w Paryżu. W 1952 został kierownikiem Pracowni Konstrukcyjnej w Biurze Studiów i Projektów Typowych Budownictwa Przemysłowego. Był członkiem Komitetu Budownictwa, Urbanistyki i Architektury, delegatem Sekcji Projektowania Komisji Budownictwa Rady Wzajemnej Pomocy Gospodarczej.
Publikował na łamach „Inżynierii i Budownictwa”, „Budownictwa Przemysłowego”, „Travaux”, „Annales de I’Institut Technique ..Prefabrication”, „L’Indistria Italiana del Cemento”. Był autorem m.in. konstrukcji Biblioteki Uniwersytetu Łódzkiego, Spółdzielczego Domu Handlowego „Sezam” w Warszawie, konstrukcji łupinowych, hal i budynków wielokondygnacyjnych przemysłowych, a także budynków wysokościowych w Łodzi i Gdańsku-Oliwie. Opracował system WPP (Warszawski Poligon Przenośny).

### Życie prywatne
Od 1952 mieszkał w Warszawie. Został Pochowany na Cmentarzu Wojskowym na Powązkach (kw.: B 21, rząd: 4, grób: 24).

## Wyróżnienia
- Nagroda Komitetu Budownictwa, Urbanistyki i Architektury: I stopnia (2-krotnie), II stopnia, III stopnia (3-krotnie)
- Kielnia miasta Łodzi,
- Nagroda Ministra Budownictwa,
- Nagroda Mistrza Techniki,
- Złoty Krzyż Zasługi,
- Krzyż Oficerski Orderu Odrodzenia Polski,
- Order Sztandaru Pracy II klasy[1].